# Pieter Rinze Bloemsma
Pieter Rinze Bloemsma (Amsterdam, 23 april 1899 - omgeving Bloemendaal, 4 januari 1975) was een Nederlands architect.
Hij was zoon van Abele Pieters Bloemsma en Femmigje Rinzes van der Meulen. Hij was getrouwd met Dorothea Elisabeth Herpel. Het echtpaar woonde lange tijd in Amsterdam-Zuid, maar verhuisde in 1960 naar Bloemendaal/Overveen.
Hij kreeg een opleiding tot bouwkundig tekenaar en had voor zijn keuring militaire dienst (afgekeurd) al vier jaar kunstnijverheidsschool (ambachtsschool) achter de rug.
Hij heeft gebouwen binnen geheel Nederland ontworpen, soms zelf, maar ook in samenwerking met anderen. Hij bediende zich meest van de bouwstijl Nieuwe Bouwen.
Uit 1940 stamt zijn samenwerking met Justus Hendrik Scheerboom aan de Fokke Simonszstraat 27-29 in Amsterdam-Centrum (gemeentelijk monument).
In 1956/1957 werkte hij samen met Jan Rietveld aan de Westereindflat (31 m. hoog), nu een rijksmonument. 
Daarvoor hadden ze - in 1953/1954 - samen aan de Henk Hienschstraat 22 autoboxen en 4 atelierwoningen en in de Fritz Conijnstraat/Schweigmannstraat 84 etagewoningen ontworpen. Net als bij de Westeindflat was hier ook Cornelis Balke (1894-1959) de opdrachtgever.
In 1958 volgde een samenwerking met Herman Knijtijzer in Hotel Slotania, Amsterdam Slotermeerlaan. Uit die tijd dateert ook een woning in Utrecht dat een gemeentelijk monument is.
Andere hoge gebouwen van zijn hand zijn:  
- 1961 - Haarlem - Haarlem-Hoog van 47 m.
- 1972 - Drachten - het Servotel van 46 m. ook wel Talma flat genoemd
- 1976 - Maastricht - de Via Regia Sterflat van 49 m.
- 1979 - Heerlen - de Sterflat van 52 m.

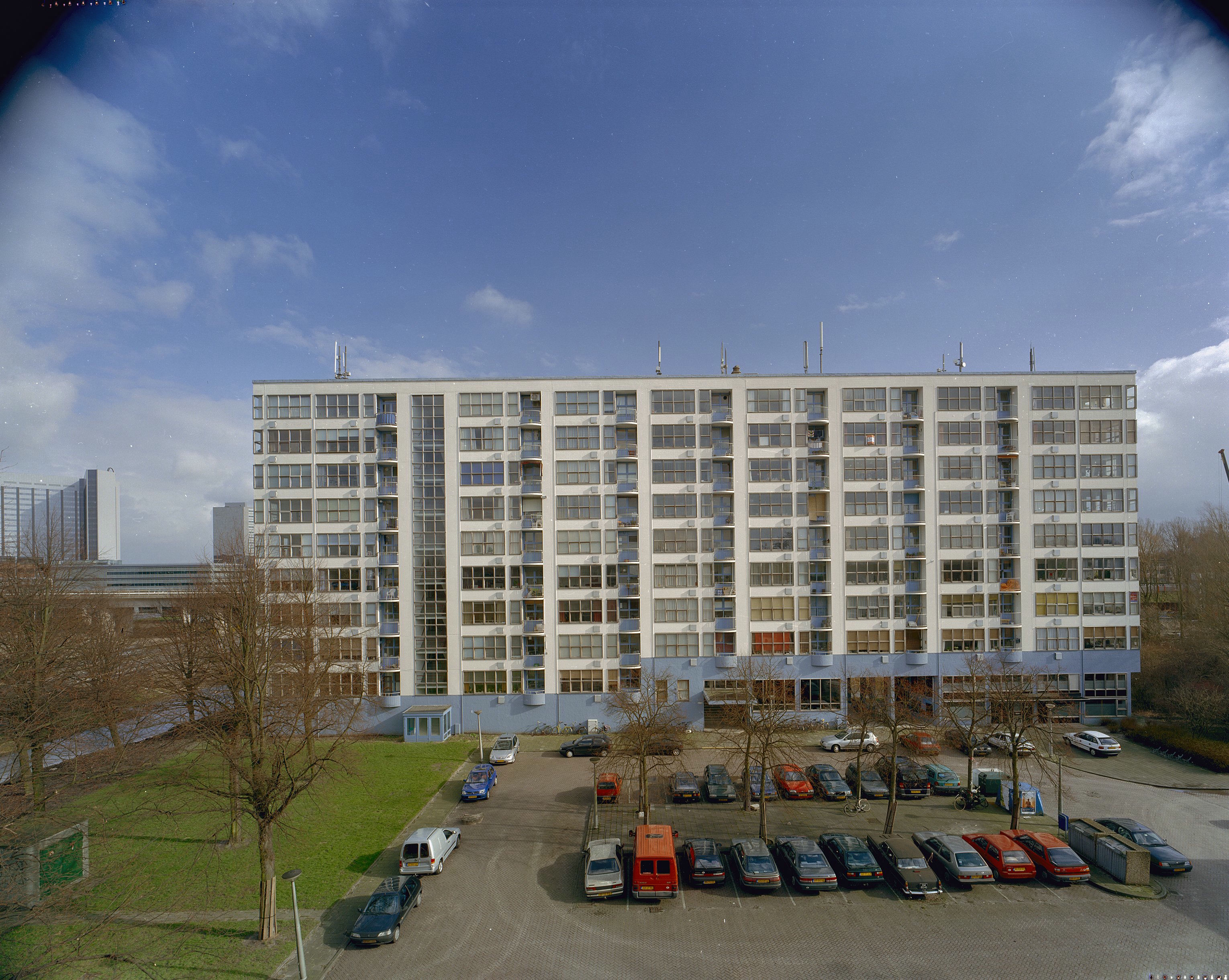
Westereindflat in 2002